# Obadele Thompson
Obadele Thompson es un deportista originario de Barbados. Thompson es el ganador de la única medalla olímpica de un representante de la isla, fue medalla de bronce en los Juegos Olímpicos de Sídney 2000 en atletismo, en la disciplina de 100 metros lisos.
- Datos: Q366517
- Multimedia: Obadele Thompson / Q366517